# Сенкевич, Билл
Болеслав Уильям Феликс Роберт Сенкевич (англ. Boleslav William Felix Robert Sienkiewicz; род. 3 мая 1958) — американский художник комиксов. Его работы 1980-х годов считаются революционными из-за стиля, который граничит с абстракционизмом и включает в себя масляную живопись, фотореализм, коллаж, мимеографию и другие формы, редко используемые в комиксах.

## Ранние годы
Сенкевич родился 3 мая 1958 года в Пенсильвании. Когда ему было пять лет, его семья переехала в Нью-Джерси. Рисовать он начал примерно в то время. На ранние комиксы Сенкевича повлияли такие художники, как Курт Свон и Джек Кирби.

## Личная жизнь
В октябре 1979 года Сенкевич женился на Фрэнсис Энн Доусон, которая работала в Marvel помощником по административным вопросам у главного редактора Джима Шутера, а позже стала административным менеджером компании по международному лицензированию. Пара развелась в 1983 году.

## Награды
- 1981: Eagle Award — Best New Artist[12]
- 1981: Inkpot Award[англ.][13]
- 1982: Eagle Award — Best Artist[12]
- 1983: Eagle Award — Best Artist[12]
- 1986: Yellow Kid Award[нем.][12][14]
- 1986: Gran Guinigi Award[итал.][12][14]
- 1987: Eagle Award — Favourite Artist (penciller)
- 1987: Kirby Award — Best Artist (за Elektra: Assassin)
- 1988: March of Dimes Award[12]
- 1989: Haxtur Award[англ.] — Best Cover (за Question #10)
- 1991: Alpe de Huiz Award[12]
- 1992: Adamson Award[англ.], за Daredevil
- 2004: Eisner Award — Best Anthology (за The Sandman: Endless Nights)
- 2014: Inkwell Awards[англ.] — Почётный гость церемонии[15][16][17]
- 2019: Eisner Award — Best Archival Collection/Project—Comic Books (за Bill Sienkiewicz’s Mutants and Moon Knights… And Assassins… Artifact Edition)[18]